# Cissus
- Commons
- Wikispecies

Cissus é um género botânico pertencente à família Vitaceae.

## Sinonímia
- Puria N. C. Nair
- Vitis subg. Cissus (L.) A.Gray, Manual (Gray) 1856

## Principais espécies
| - Cissus alata - Cissus antarctica - Cissus anisophylla - Cissus biformifolia - Cissus bracteosa - Cissus campestris - Cissus coccinea - Cissus descoingsii | - Cissus erosa - Cissus fuliginea - Cissus gongylodes - Cissus hypoglauca - Cissus microcarpa - Cissus obliqua - Cissus peruviana - Cissus pinnatifolia | - Cissus quadrangularis - Cissus rhombifolia - Cissus sicyoides - Cissus spinosa - Cissus striata - Cissus trifoliata - Cissus tuberosa - Cissus ulmifolia |

- Lista completa

## Classificação do gênero
| Sistema | Classificação                      | Referência               |
| ------- | ---------------------------------- | ------------------------ |
| Linné   | Classe Tetrandria, ordem Monogynia | Species plantarum (1753) |